# Общество художников московской школы
Общество художников московской школы (ОХМШ) — творческое объединение художников, возникшее в 1917 году в Москве по инициативе художников, окончивших Училище живописи, ваяния и зодчества: А. А. Андреева, Я. А. Башилова, Н. С. Шулпинова и других; поэтому изначально называлось «Общество окончивших МУЖВЗ».

## История и деятельность
В 1917 году в объединение входило более 60 художников. Общество просуществовало до 1925 года, устроив всего три выставки, первая из которых состоялась в Москве с 29 августа по 1 октября 1917 года.
В РГАЛИ имеются материалы, относящиеся к деятельности ОХМШ.